# Lanny Barby
Lanny Barby (ur. 29 sierpnia 1981 w Montrealu) – frankokanadyjska modelka i aktorka filmów pornograficznych, występująca także pod pseudonimem Lani Barbi, Lanni Barbi, Lannie Barbi, Lannie Barbie, Lanny Barbie, Lanny Barby i Lanie.

## Życiorys

### Kariera
Dorastała w Montrealu w Kanadzie, w prowincji Quebec. Po raz pierwszy została zauważona podczas swojego występu w klubie nocnym jako striptizerka. Jej kariera w branży porno rozpoczęła się „5 sekund po 18. urodzinach” w niskobudżetowym filmie World Sex Tour 24: Canada (2001). Podpisała potem kontrakt z kilkoma firmami, w tym Vivid Entertainment LLC.
Występowała też ze swoją siostrą przyrodnią Kimberly Franklin, a także z takimi aktorami porno jak: B. Skow, Jules Jordan, Bobby Vitale (2001), Lexington Steele (2001), Erik Everhard (2002), John Strong (2002), Mark Davis (2003), Darren James (2003), Brian Surewood (2003), Jon Dough (2003), Jay Ashley (2003), Nacho Vidal (2003), Barrett Blade (2004), Brett Rockman (2004), Mark Anthony (2004), Ben English (2004), Scott Nails (2004), Alex Rox (2004), Toni Ribas (2004), Mr. Pete (2005), Mick Blue (2005), Kurt Lockwood (2005), Tommy Gunn (2005), Benjamin Brat (2005), Evan Stone (2005), Mark Wood (2005), Evan Seinfeld (2006), Jean Val Jean (2006) i James Deen (2007).
Pracowała jako fotomodelka dla Suze Randall. W czerwcu 2003 została ulubienicą miesiąca magazynu „Penthouse”. Trafiła też na okładki takich czasopism jak „Club” czy „Hustler”.
W 2009, po zakończeniu kariery w branży porno, powróciła do Kanady. Brała też udział w kampaniach reklamowych i teledyskach, a także regularnie pojawiła się w kanadyjskiej telewizji.

### Życie prywatne
W latach 2004–2005 była związana z aktorem Tomem Sizemore’em. 5 marca 2005 poślubiła amerykańskiego gwiazdora porno Juliána Ríosa, rozwiedli się w 2007.

## Nagrody i nominacje
| Rok  | Nagroda          | Kategoria                                      | Film                                  | Inni wykonawcy | Rezultat  |
| ---- | ---------------- | ---------------------------------------------- | ------------------------------------- | --- | --------- |
| 2006 | AVN Award        | Najlepsza scena seksu analnego                 | Ass Worship 8 (2005)                  | Jules Jordan | Nominacja |
| 2006 | F.A.M.E. Awards  | Najgorętsze ciało                              | –                                     | – | Wygrana   |
| 2006 | F.A.M.E. Awards  | Ulubiona gwiazdka seksu analnego               | –                                     | – | Wygrana   |
| 2007 | AVN Award        | Najlepsza scena seksu samych dziewczyn – wideo | Virtual Vivid Girl Sunny Leone (2006) | Sunny Leone, Lexi Marie, Amy Ried i Charmane Star                                                                                             | Nominacja |
| 2008 | Ninfa            | Najlepsza aktorka                              | City Sex (2007)                       | – | Wygrana   |
| 2008 | AVN Award        | Najlepsza scena seksu samych dziewczyn         | Where the Boys Aren’t 19 (2007)       | Monique Alexander, Briana Banks, Lacey Love, Lyndsey Love, Lexi Marie, Mercedez, Stefani Morgan, Tera Patrick, Tawny Roberts i Savanna Samson | Nominacja |
| 2009 | AVN Award        | Najlepsza scena seksu samych dziewczyn         | Where the Boys Aren’t 19 (2007)       | Monique Alexander, Briana Banks, Lacey Love, Lyndsey Love, Lexi Marie, Mercedez, Stefani Morgan, Tera Patrick, Tawny Roberts i Savanna Samson | Nominacja |
| 2009 | NightMoves Award | Najlepsza wykonawczyni                         | –                                     | – | Nominacja |